# Kabinett Modi III

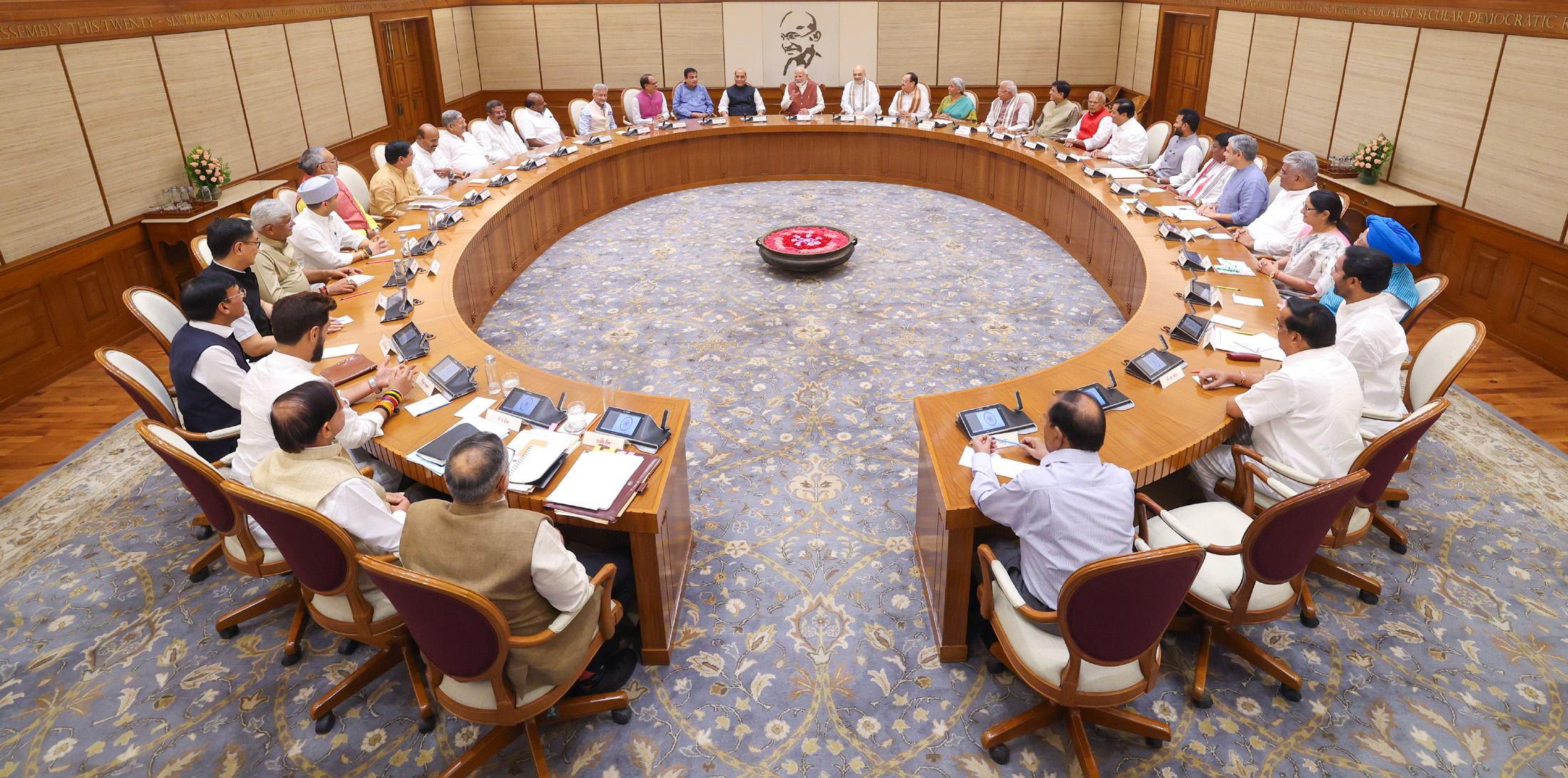
Der wiedergewählte Premierminister Indiens, Narendra Modi, leitet die erste Sitzung des Kabinetts seiner dritten Amtszeit in Neu-Delhi.

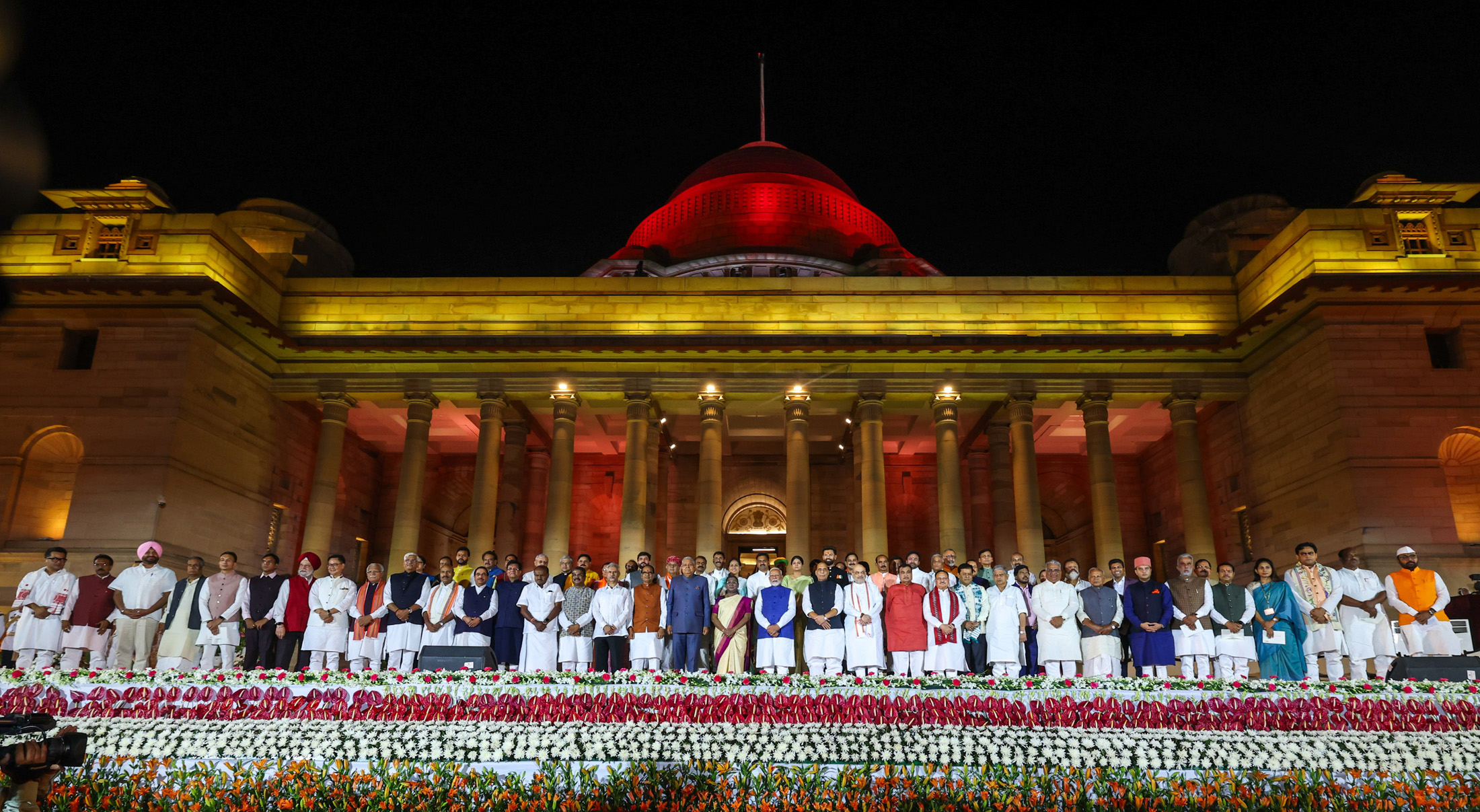
Die Präsidentin, Draupadi Murmu, der Vizepräsident, Jagdeep Dhankhar, mit dem Premierminister, Narendra Modi und den anderen Mitgliedern des Ministerrats nach der Vereidigungszeremonie im Rashtrapati Bhavan in Neu-Delhi am 9. Juni 2024.

Das Kabinett Modi III bildet seit dem 9. Juni 2024 die Regierung von Indien. Es wurde im Nachgang zur Parlamentswahl in Indien 2024 gebildet und löste das Kabinett Modi II ab. Das Kabinett besteht, inklusive Premierminister, aus 29 Mitgliedern.

## Kabinettsmitglieder

### Kabinettsminister
| Ressort | Bild | Name                      | Partei   |
| --- | ---- | ------------------------- | -------- |
| Premierminister beim Premierminister angesiedelt: - Personalangelegenheiten - Öffentliche Beschwerden und Pensionen - Abteilungen für Raumfahrt und Atomenergie |      | Narendra Modi             | BJP      |
| Verteidigung |      | Rajnath Singh             | BJP      |
| Inneres, Zusammenarbeit der Genossenschaften |      | Amit Shah                 | BJP      |
| Straßenverkehr und Autobahnen |      | Nitin Gadkari             | BJP      |
| Gesundheit und Familienwohlfahrt, Chemikalien und Düngemittel                                                                                                   |      | Jagat Prakash Nadda       | BJP      |
| Landwirtschaft und Wohlfahrt der Landwirte, Ländliche Entwicklung                                                                                               |      | Shivraj Singh Chauhan     | BJP      |
| Finanzen, Unternehmensangelegenheiten |      | Nirmala Sitharaman        | BJP      |
| Auswärtiges |      | Subrahmanyam Jaishankar   | BJP      |
| Energie, Wohnungsbau und städtische Angelegenheiten |      | Manohar Lal Khattar       | BJP      |
| Schwerindustrie, Stahl |      | H. D. Kumaraswamy         | JD(S)    |
| Handel und Industrie |      | Piyush Goyal              | BJP      |
| Bildung |      | Dharmendra Pradhan        | BJP      |
| Kleinst-, Klein- und Mittelunternehmen |      | Jitan Ram Manjhi          | HAM(S)   |
| Fischerei, Tierhaltung und Milchwirtschaft Panchayati Raj |      | Lalan Singh               | JD(U)    |
| Häfen, Schifffahrt und Wasserstraßen |      | Sarbananda Sonowal        | BJP      |
| Soziale Gerechtigkeit und Entwicklung |      | Virendra Kumar Khatik     | BJP      |
| Zivilluftfahrt |      | Kinjarapu Ram Mohan Naidu | TDP      |
| Verbraucherangelegenheiten, Ernährung und Versorgung der Bevölkerung, neue und erneuerbare Energien                                                             |      | Pralhad Joshi             | BJP      |
| Stammesangelegenheiten |      | Jual Oram                 | BJP      |
| Textilien |      | Giriraj Singh             | BJP      |
| Eisenbahn, Information und Rundfunk, Elektronik und Informationstechnologie                                                                                     |      | Ashwini Vaishnaw          | BJP      |
| Kommunikation, Entwicklung der Nordostregion |      | Jyotiraditya Scindia      | BJP      |
| Umwelt, Wald und Klimawandel |      | Bhupender Yadav           | BJP      |
| Kultur, Tourismus |      | Gajendra Singh Shekhawat  | BJP      |
| Entwicklung von Frauen und Kindern |      | Annpurna Devi             | BJP      |
| Parlamentarische Angelegenheiten, Minderheitenangelegenheiten                                                                                                   |      | Kiren Rijiju              | BJP      |
| Erdöl und Erdgas |      | Hardeep Singh Puri        | BJP      |
| Arbeit und Beschäftigung, Jugend und Sport |      | Mansukh Mandaviya         | BJP      |
| Kohle, Bergbau |      | G. Kishan Reddy           | BJP      |
| Lebensmittelindustrie |      | Chirag Paswan             | LJP (RV) |
| Wasserkraft |      | C. R. Patil               | BJP      |

### Staatsminister mit eigenem Aufgabenbereich
| Ressort                                                          | Bild | Name               | Partei |
| ---------------------------------------------------------------- | ---- | ------------------ | ------ |
| Statistik und Programmdurchführung Planung                       |      | Rao Inderjit Singh | BJP    |
| Wissenschaft und Technologie Geowissenschaften                   |      | Jitendra Singh     | BJP    |
| Recht und Justiz                                                 |      | Arjun Ram Meghwal  | BJP    |
| Ayurveda, Yoga und Naturheilkunde, Unani, Siddha und Homöopathie |      | Prataprao Jadhav   | SHS    |
| Kompetenzentwicklung und Unternehmertum                          |      | Jayant Chaudhary   | RLD    |

### Staatsminister
| Amt | Bild | Name                          | Partei |
| --- | ---- | ----------------------------- | ------ |
| Staatsminister im Ministerium für Kultur |      | Rao Inderjit Singh            | BJP    |
| Staatsminister im Büro des Premierministers Staatsminister für Personal, öffentliche Beschwerden und Renten Staatsminister in den Abteilungen für Raumfahrt und Atomenergie |      | Jitendra Singh                | BJP    |
| Staatsminister im Ministerium für parlamentarische Angelegenheiten |      | Arjun Ram Meghwal             | BJP    |
| Staatsminister im Ministerium für parlamentarische Angelegenheiten |      | L. Murugan                    | BJP    |
| Staatsminister im Ministerium für Gesundheit und Familienfürsorge |      | Prataprao Jadhav              | SHS    |
| Staatsminister im Ministerium für Gesundheit und Familienfürsorge |      | Anupriya Patel                | AD(S)  |
| Staatsminister im Bildungsministerium |      | Jayant Chaudhary              | RLD    |
| Staatsminister im Bildungsministerium |      | Sukanta Majumdar              | BJP    |
| Staatsminister im Ministerium für Handel und Industrie Staatsminister im Ministerium für Elektronik und Informationstechnologie                                             |      | Jitin Prasada                 | BJP    |
| Staatsminister im Energieministerium Staatsminister im Ministerium für neue und erneuerbare Energien                                                                        |      | Shripad Yesso Naik            | BJP    |
| Staatsminister im Finanzministerium |      | Pankaj Chaudhary              | BJP    |
| Staatsminister im Ministerium für Zusammenarbeit der Genossenschaften |      | Murlidhar Mohol               | BJP    |
| Staatsminister im Ministerium für Zusammenarbeit der Genossenschaften |      | Krishan Pal Gurjar            | BJP    |
| Staatsminister im Ministerium für Soziale Gerechtigkeit und Entwicklung |      | Ramdas Athawale               | RPI(A) |
| Staatsminister im Ministerium für Soziale Gerechtigkeit und Entwicklung |      | B. L. Verma                   | BJP    |
| Staatsminister im Ministerium für Landwirtschaft und Wohlfahrt der Landwirte                                                                                                |      | Ram Nath Thakur               | JD(U)  |
| Staatsminister im Ministerium für Landwirtschaft und Wohlfahrt der Landwirte                                                                                                |      | Bhagirath Choudhary           | BJP    |
| Staatsminister im Innenministerium |      | Nityanand Rai                 | BJP    |
| Staatsminister im Innenministerium |      | Bandi Sanjay Kumar            | BJP    |
| Staatsministerin im Ministerium für Chemikalien und Düngemittel |      | Anupriya Patel                | AD(S)  |
| Staatsminister im Ministerium für Wasserkraft |      | V. Somanna                    | BJP    |
| Staatsminister im Ministerium für Wasserkraft |      | Raj Bhushan Choudhary         | BJP    |
| Staatsminister im Eisenbahnministerium |      | V. Somanna                    | BJP    |
| Staatsminister im Eisenbahnministerium |      | Ravneet Singh Bittu           | BJP    |
| Staatsminister im Ministerium für ländliche Entwicklung |      | Chandra Sekhar Pemmasani      | TDP    |
| Staatsminister im Ministerium für ländliche Entwicklung |      | Kamlesh Paswan                | BJP    |
| Staatsminister im Ministerium für Kommunikation |      | Chandra Sekhar Pemmasani      | TDP    |
| Staatsminister im Ministerium für Fischerei, Tierhaltung und Milchwirtschaft                                                                                                |      | S. P. Singh Baghel            | BJP    |
| Staatsminister im Ministerium für Fischerei, Tierhaltung und Milchwirtschaft                                                                                                |      | George Kurian                 | BJP    |
| Staatsminister im Ministerium für Panchayati Raj |      | S. P. Singh Baghel            | BJP    |
| Staatsministerin im Ministerium für Kleinst-, Klein- und Mittelunternehmen Staatsministerin im Ministerium für Arbeit und Beschäftigung                                     |      | Shobha Karandlaje             | BJP    |
| Staatsminister im Ministerium für Umwelt, Wald und Klimawandel |      | Kirti Vardhan Singh           | BJP    |
| Staatsminister im Außenministerium |      | Kirti Vardhan Singh           | BJP    |
| Staatsminister im Außenministerium |      | Pabitra Margherita            | BJP    |
| Staatsminister im Ministerium für Verbraucherangelegenheiten, Ernährung und Versorgung der Bevölkerung                                                                      |      | B. L. Verma                   | BJP    |
| Staatsminister im Ministerium für Verbraucherangelegenheiten, Ernährung und Versorgung der Bevölkerung                                                                      |      | Nimuben Bambhaniya            | BJP    |
| Staatsminister im Ministerium für Häfen, Schifffahrt und Wasserstraßen |      | Shantanu Thakur               | BJP    |
| Staatsminister im Ministerium für Erdöl und Erdgas Staatsminister im Ministerium für Tourismus                                                                              |      | Suresh Gopi                   | BJP    |
| Staatsminister im Ministerium für Information und Rundfunk |      | L. Murugan                    | BJP    |
| Staatsminister im Ministerium für Straßenverkehr und Autobahnen |      | Ajay Tamta                    | BJP    |
| Staatsminister im Ministerium für Straßenverkehr und Autobahnen |      | Harsh Malhotra                | BJP    |
| Staatsminister im Kohleministerium Staatsminister im Bergbauministerium |      | Satish Chandra Dubey          | BJP    |
| Staatsminister im Verteidigungsministerium |      | Sanjay Seth                   | BJP    |
| Staatsminister im Ministerium für Lebensmittelindustrie |      | Ravneet Singh Bittu           | BJP    |
| Staatsminister im Ministerium für Stammesangelegenheiten |      | Durga Das Uikey               | BJP    |
| Staatsministerin im Ministerium für Jugend und Sport |      | Raksha Khadse                 | BJP    |
| Staatsminister im Ministerium für die Entwicklung der Nordostregion |      | Sukanta Majumdar              | BJP    |
| Staatsministerin im Ministerium für Entwicklung von Frauen und Kindern |      | Savitri Thakur                | BJP    |
| Staatsminister im Ministerium für Wohnungsbau und Stadtentwicklung |      | Tokhan Sahu                   | BJP    |
| Staatsminister im Ministerium für Schwerindustrie Staatsminister im Ministerium für Stahl                                                                                   |      | Bhupathi Raju Srinivasa Varma | BJP    |
| Staatsminister im Ministerium für Unternehmensangelegenheiten |      | Harsh Malhotra                | BJP    |
| Staatsminister im Ministerium für Zivilluftfahrt |      | Murlidhar Mohol               | BJP    |
| Staatsminister im Ministerium für Minderheitenangelegenheiten |      | George Kurian                 | BJP    |
| Staatsminister im Textilministerium |      | Pabitra Margherita            | BJP    |